# Rutger Jan Schimmelpenninck van Nijenhuis

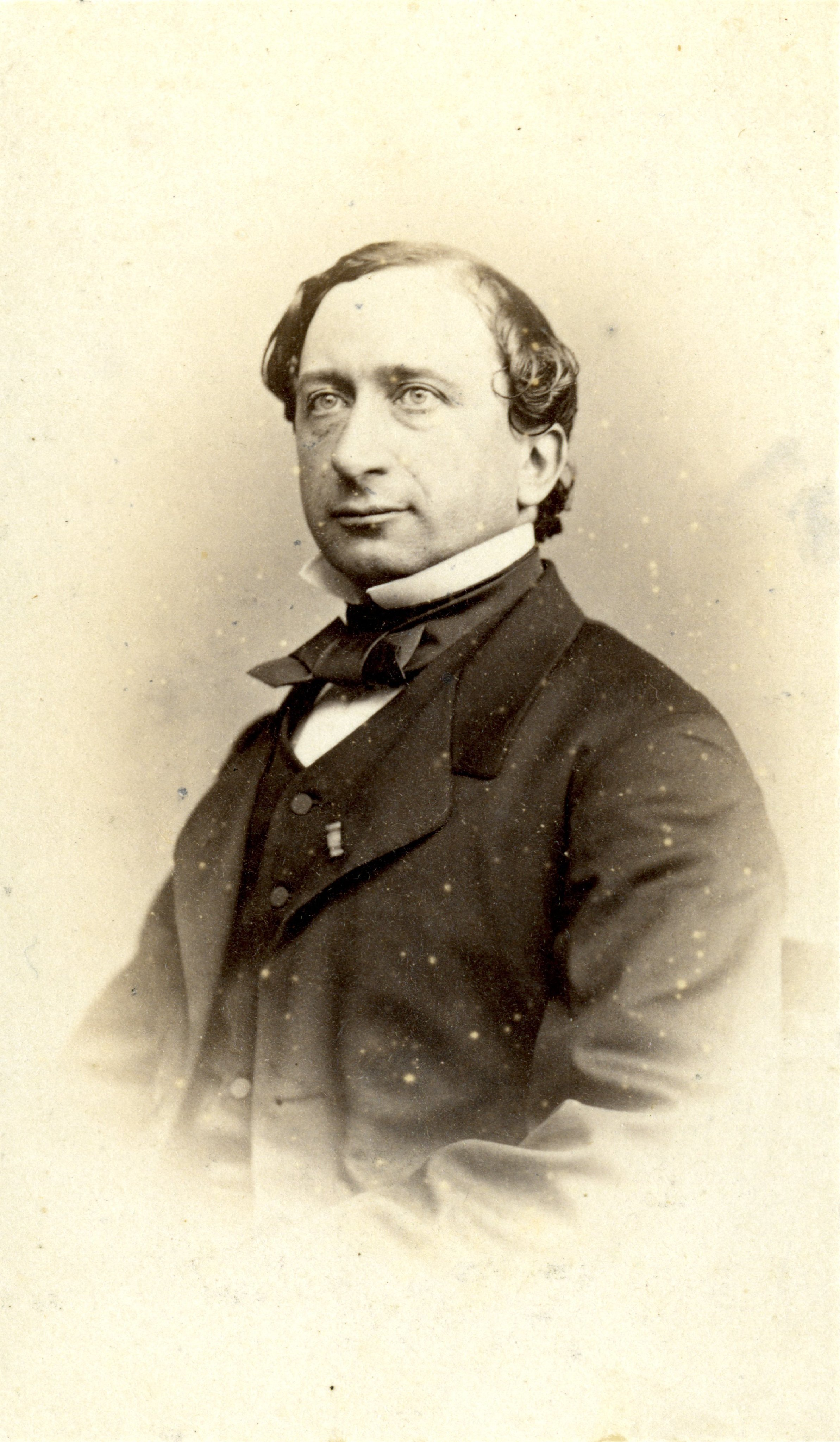
Rutger Jan Schimmelpenninck van Nijenhuis (1860)

Graaf Rutger Jan Schimmelpenninck van Nijenhuis (* 9. Mai 1821 in Amsterdam; † 23. April 1893 in Den Haag) war ein niederländischer konservativer Politiker, der unter anderem von 1857 bis 1866 erstmals Mitglied der Zweiten Kammer der Generalstaaten (Tweede Kamer der Staten-Generaal) sowie von 1866 bis 1868 Finanzminister im Kabinett van Zuylen van Nijevelt war. Er bekleidete zudem verschiedene Ämter am Königlichen Hof und war später von 1873 bis 1886 sowie von 1888 bis 1891 abermals Mitglied der Zweiten Kammer.

## Leben

### Familiäre Herkunft, Mitglied der Zweiten Kammer und Finanzminister

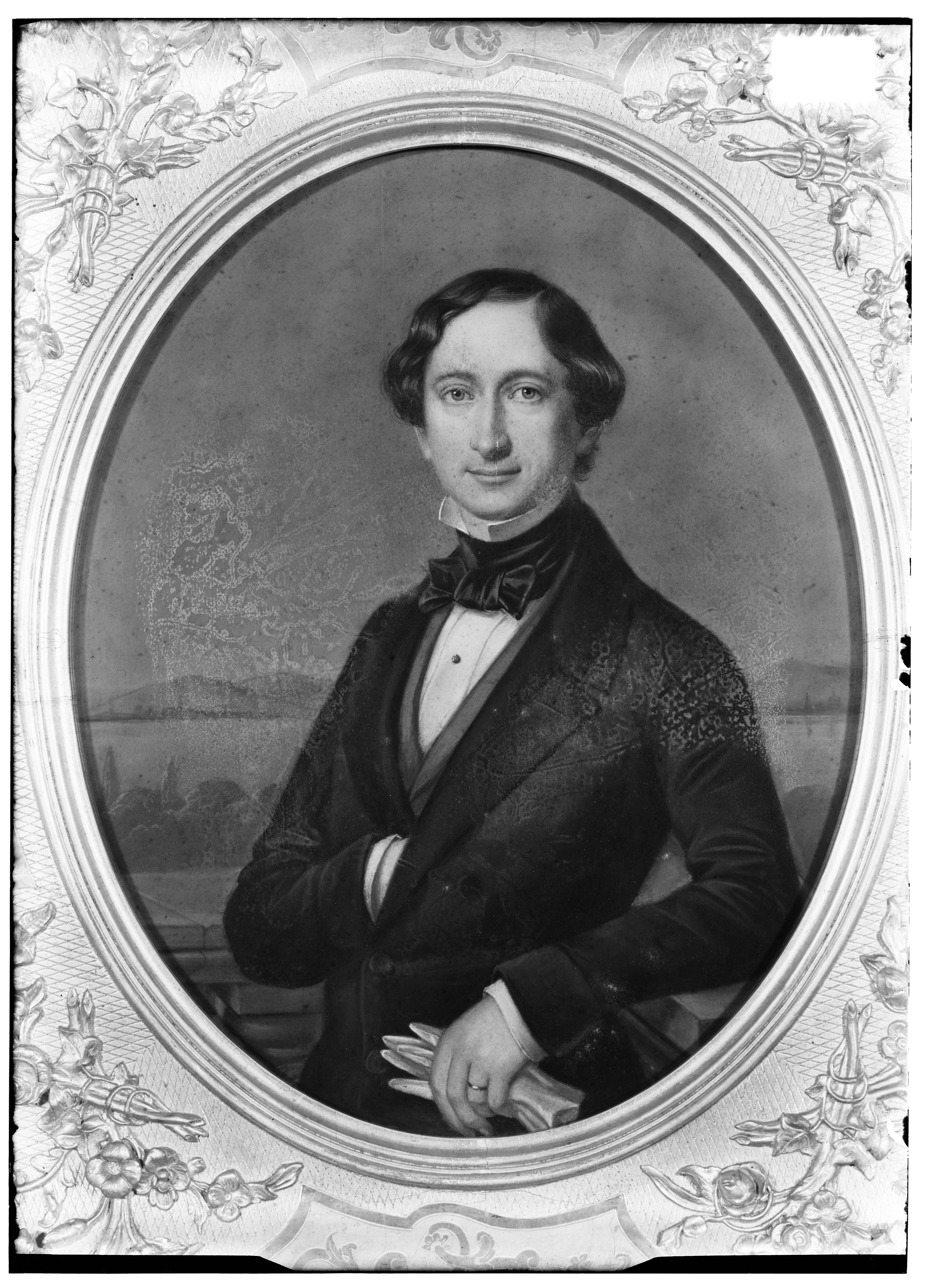
Rutger Jan Schimmelpenninck van Nijenhuis (Gemälde von Heinrich Seibert, um 1849).

Rutger Jan Schimmelpenninck van Nijenhuis entstammte dem Geschlecht der Schimmelpenninck und war der Sohn des Bankiers Gerrit Schimmelpenninck, der 1848 Vorsitzender des Ministerrates sowie Außenminister war und dem 1836 der Ehrentitel eines Staatsministers (Minister van Staat) verliehen wurde. Sein Großvater war der Diplomat und Politiker Rutger Jan Schimmelpenninck, der unter anderem Ratspensionär der Batavischen Republik war. Seine Stiefmutter Louise Charlotte Jeannette van Schuylenburg, mit der sein Vater seit 1855 in dritter Ehe verheiratet war, war eine Tochter von François Pierre Guillaume van Schuylenburg, der ebenfalls Mitglied der Zweiten Kammer der Generalstaaten war. Er selbst absolvierte nach dem Schulbesuch ein Studium der Rechtswissenschaften und nahm nach dessen Beendigung eine Tätigkeit als Rechtsanwalt in Amsterdam auf.
Am 22. September 1857 wurde Schimmelpenninck van Nijenhuis als Konservativer erstmals Mitglied der Zweiten Kammer der Generalstaaten (Tweede Kamer der Staten-Generaal), des Unterhauses des Parlaments der Niederlande (Generalstaaten), und vertrat in dieser bis zum 1. Juni 1866 den Wahlkreis Leiden. Als Abgeordneter befasste er sich hauptsächlich mit Finanz- und Handelsangelegenheiten. Als Konservativer trug er im Dezember 1861 zum Sturz des Kabinetts Van Heemstra bei.
Am 1. Juni 1866 übernahm er im Kabinett van Zuylen van Nijevelt das Amt als Finanzminister (Minister van Financiën) und hatte dieses Amt bis zum Ende der Amtszeit dieses Kabinetts am 4. Juni 1868 inne. Als Finanzminister erließ er 1868 das Gesetz über die Verbrauchssteuer auf inländischen Zucker (Wet op de accijns op binnenlandse suiker). Im Februar 1868 bildete er zusammen mit Innenminister Jan Heemskerk das Komitee, das im Namen des Königs die außerordentliche Sitzung der Generalstaaten eröffnete, wobei Heemskerk die Eröffnungsrede hielt.

### Ämter am Königlichen Hof und Wiederwahlen in die Zweite Kammer

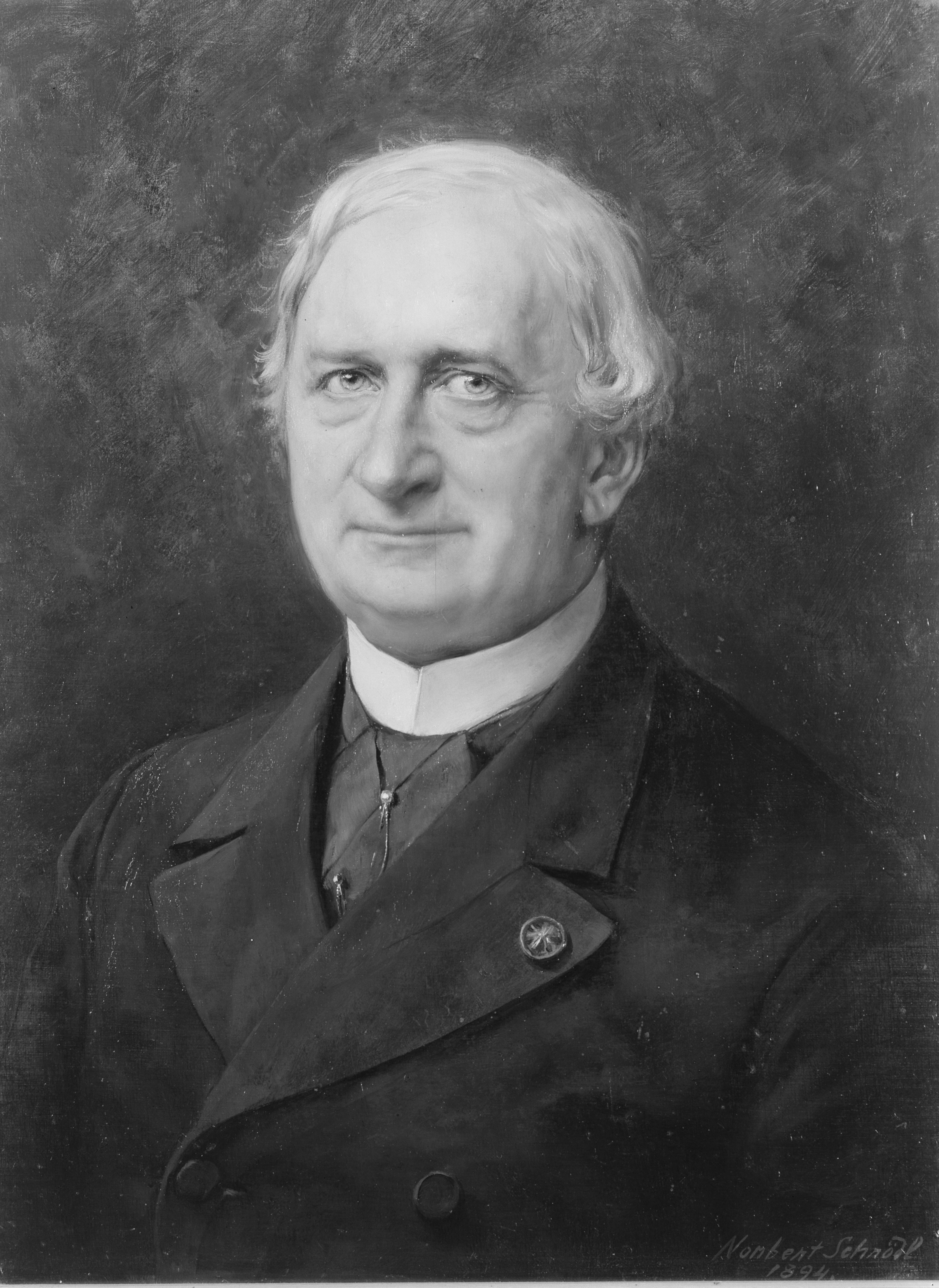
Rutger Jan Schimmelpenninck van Nijenhuis (posthumes Porträt von Norbert Schrödl, 1894).

Nach seinem Ausscheiden aus dem Kabinett übernahm Schimmelpenninck van Nijenhuis das Amt als Großmeister des Königs (Grootmeester des Konings) und war damit der Vorsteher des Königlichen Haushalts (Dienst van het Koninklijk Huis) von König Wilhelm III. sowie nach dessen Tode vom 23. November 1890 bis zu seinem eigenen Tode am 23. April 1893 Grootmeester van de Koningin Wilhelmina.
Am 27. uni 1873 wurde er wiederum zum Mitglied der Zweiten Kammer gewählt, in der er nunmehr mit einer kurzen Unterbrechung (11. Oktober bis 17. November 1884) bis zum 18. Mai 1886 den Wahlkreis Den Haag vertrat. Im Königlichen Haushalt von König Wilhelm III. übernahm er am 1. Mai 1881 auch das Amt als Oberkämmerer des Königs (Opperkamerheer des Konings) und behielt dieses von 23. November 1890 bis 23. April 1893 auch als Opperkamerheer van de Koningin im Königlichen Haushalt von Königin Wilhelmina. Zugleich war er vom 1. April 1884 bis zu seinem Tode am 23. April 1893 Vorsitzender des Hofausschusses (Hofcommissie). Bei den Wahlen 1887 verlor er seinen bisherigen Wahlkreis Den Haag bereits im ersten Wahlgang sowie im Wahlkreis Deventer dem Kandidaten der Liberalen Herman Jacob Dijckmeester.

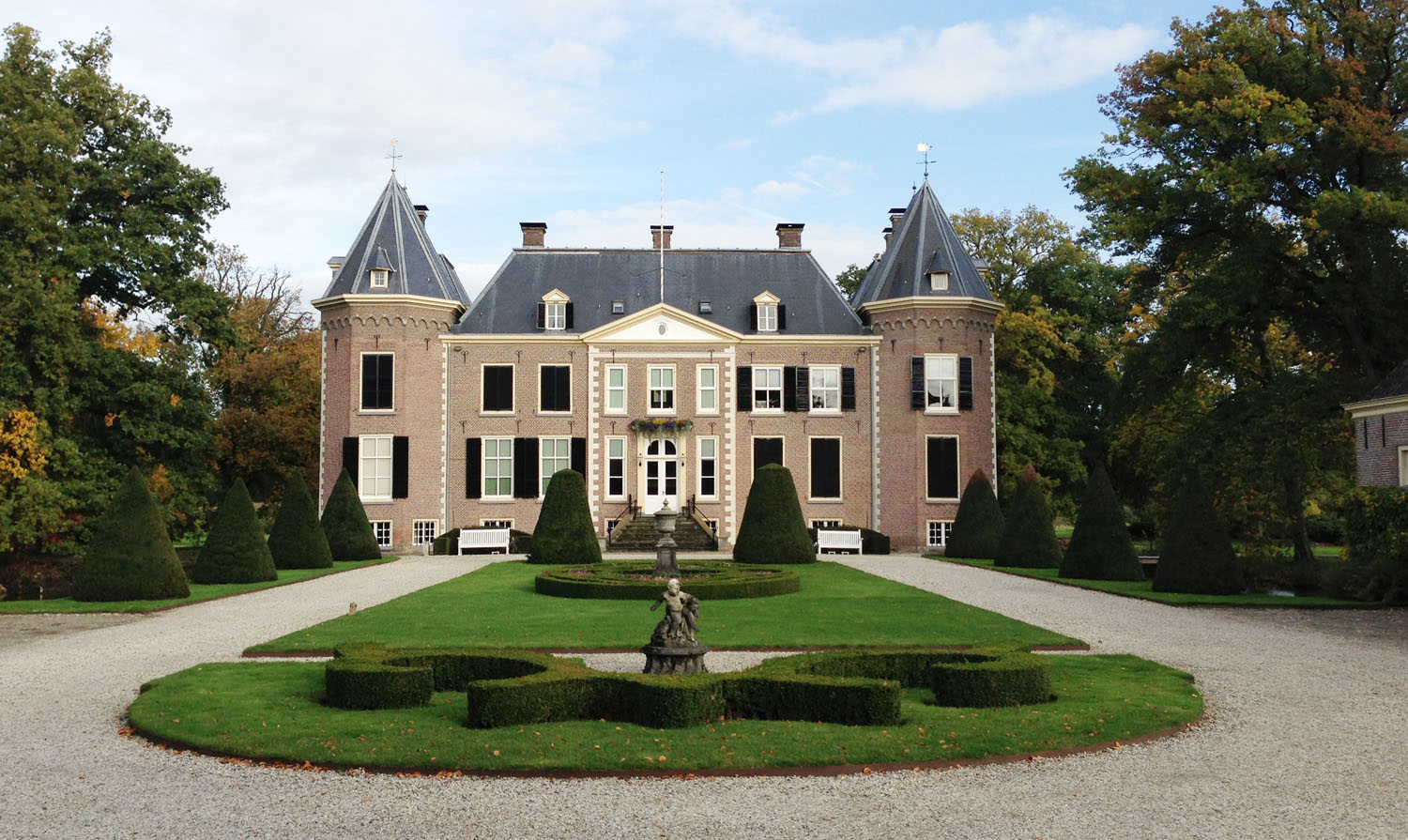
Kasteel Nijenhuis in Diepenheim, Landsitz der Grafen Schimmelpenninck van Nijenhuis.

Rutger Jan Schimmelpenninck van Nijenhuis wurde am 1. Mai 1888 im Wahlkreis Den Haag noch einmal Mitglied der Zweiten Kammer der Generalstaaten und gehörte dieser bis zum 15. September 1891 an. Bei der Wahl 1888 konnte er sich unter anderem gegen den Liberalen Henri Maarten Anton van der Goes van Dirxland, den Katholiken Louis Michiels van Verduynen sowie den Konservativen Willem Lodewijk Adolf Gericke durchsetzen.
Daneben wurde er 1888 Vorsitzender des Aufsichtsrates des Eisenbahnunternehmens Nederlandsche Rhijnspoorweg-Maatschappij (NRS), die die Bahnstrecke Amsterdam–Arnhem betrieb. Bei der Haushaltsdebatte 1891 in der Zweiten Kammer fungierte er als Vorsitzender des Ausschusses der Berichterstatter für Kapitel III (auswärtige Angelegenheiten) und war von April 1891 bis September 1891 auch Mitglied der Zentralabteilung der Zweiten Kammer der Generalstaaten. Bei der Wahl 1891 unterlag er den liberalen Kandidaten Jan Frederik Willem Conrad, Henri Daniel Guyot sowie Jacobus Marinus Pijnacker Hordijk.
Er trug den Spitznamen „de Jordaangraaf“ in Anlehnung an den Spitznamen zu Ehren von Louis van Heiden Reinestein, der „de Zandgraaf“ genannt wurde und übernachtete oft im Kasteel Nijenhuis in Diepenheim, dem Landsitz seiner Familie. Aus seiner 1849 mit Henriette Wilhelmine Elisabeth Melvil (1827–1876) geschlossenen Ehe gingen acht Kinder hervor.